# Eli Roth
Pour les articles homonymes, voir Roth.
Eli Roth est un acteur et réalisateur américain né le 18 avril 1972 à Boston.

## Biographie
Né dans une famille ayant des origines juives de son côté paternel et chrétiennes de son côté maternel originaire d'anciens territoires austro-hongrois, polonais et russes, Eli Roth a toujours été passionné par les films d'horreur.
À 11 ans à peine, il « démembrait » ses frères dans sa première création vidéo Splatter on the Linoleum. Il créa une cinquantaine de courts métrages avec ceux-ci.
Il sort de l'université de New York en 1994 (option cinéma) et reçoit plusieurs prix pour divers films d'animations. En 1999, il crée Chowdaheads une série créée pour Mandalay Entertainment et WCW Wrestling. Il réalise, produit et anime une WCW Monday Nitro, sur la chaîne américaine TNT.
En 2000, il crée la série en stop motion The Rotten Fruit, saluée notamment par le Los Angeles Times, Variety et Time magazine. Il cofonde cette année-là le studio d'animation The Snake Pit. En tant que producteur, il travaille sur différents courts métrages pour David Lynch. Dans ce contexte, il donne la réplique à Naomi Watts.
Eli Roth s'est associé à Scott Spiegel et Boaz Yakin pour créer le studio de production Raw Nerve.
En 2001, il coécrit The EXTRA pour Pandemonium Pictures.
En 2002, il sort Cabin Fever qui le fera connaître au grand public et qui le fait remarquer par le monde du cinéma. Le scénario de ce film fut écrit en 1995 avec Randy Pearlstein alors que Roth travaillait comme assistant de direction chez Howard Stern.
En 2005, avec le soutien de Quentin Tarantino, il sort Hostel qui sera un succès au niveau des entrées. Grâce à ce succès, il réalise la suite Hostel, chapitre II, toujours produit par Tarantino.
Roth se retrouve dans plusieurs projets de Quentin Tarantino. Il réalise la fausse bande-annonce Thanksgiving dans le diptyque Grindhouse, joue un petit rôle dans Boulevard de la mort, avant de le retrouver en 2009 dans un des rôles principaux de Inglourious Basterds.
En 2012, il produit la série télévisée Hemlock Grove pour Netflix, avec Famke Janssen et Bill Skarsgard.
En 2013, il revient à la réalisation avec The Green Inferno, film d'horreur hommage à l'un de ses films fétiches, Cannibal Holocaust.
En 2014, il réalise un nouveau thriller horrifique intitulé Knock Knock. Le tournage a débuté en avril 2014, à Santiago au Chili. Le film raconte comment deux jeunes femmes arrivent dans la maison d'un homme marié et commencent à détruire méthodiquement sa vie idyllique. L'acteur Keanu Reeves tient le rôle principal. La distribution comprend également Ana de Armas, Colleen Camp ainsi que Lorenza Izzo et Aaron Burns avec qui Roth a travaillé sur The Green Inferno. Le film est coécrit par Roth lui-même, Nicolas Lopez et Guillermo Amoedo avec qui il a également écrit, réalisé et produit The Green Inferno.
En 2016, il est annoncé qu'il sera à la mise en scène du remake du film Un justicier dans la ville, Death Wish, avec Bruce Willis dans le rôle principal. Le film sort début 2018 et n'obtient ni de bonnes critiques ni le succès commercial. Quelques mois plus tard sort La Prophétie de l'horloge, un film plus enfantin que ses précédents longs métrages, adapté du roman La Pendule d'Halloween de John Bellairs. Le succès commercial est cette fois au rendez-vous et les critiques sont assez positives dans la presse,,.
Après une pause dans la mise en scène, il réalise le film de science-fiction Borderlands, adaptation de la série de jeux vidéo du même nom de Gearbox Software. Il y dirige notamment Cate Blanchett, Kevin Hart, Jamie Lee Curtis et Édgar Ramírez. Le film est prévu pour 2023. Pour préparer son film suivant, Thanksgiving, il doit d'ailleurs céder sa place à Tim Miller pour le tournage de scènes supplémentaires pour Borderlands. Thanksgiving est l'adaptation de la fausse bande-annonce du même nom tirée du double programme Grindhouse (2007).

### Vie privée
De 2005 à 2009, il est en couple avec l'actrice slovaque Barbara Nedeljáková, qu'il a dirigé dans Hostel. Il a fréquenté l'actrice Rosario Dawson, rencontrée sur le tournage de Boulevard de la mort. Par la suite, il a été en couple avec Peaches Geldof de 2009 à 2010. En 2014, il épouse l'actrice chilienne Lorenza Izzo rencontrée sur le tournage du film Aftershock et qu'il a dirigée dans The Green Inferno, Knock Knock et La Prophétie de l'horloge. En juillet 2018, Eli Roth annonce leur divorce.

## Acteurs récurrents
|                     | Cabin Fever (2002) | Hostel (2006) | Thanksgiving (court-métrage) (2007) | Hostel, chapitre II (2007) | The Green Inferno (2013) | Knock Knock (2015) | Death Wish (2018) | La Prophétie de l'horloge (2018) | Thanksgiving (2023) | Borderlands (2024) |
| ------------------- | ------------------ | ------------- | ----------------------------------- | -------------------------- | ------------------------ | ------------------ | ----------------- | -------------------------------- | ------------------- | ------------------ |
| Ignacia Allamand    |                    |               |                                     |                            | ✔️                       | ✔️                 |                   |                                  |                     |                    |
| Jack Black          |                    |               |                                     |                            |                          |                    |                   | ✔️                               |                     | ✔️                 |
| Cate Blanchett      |                    |               |                                     |                            |                          |                    |                   | ✔️                               |                     | ✔️                 |
| Kirby Bliss Blanton |                    |               |                                     |                            | ✔️                       |                    | ✔️                |                                  |                     |                    |
| Richard Burgi       |                    |               |                                     | ✔️                         | ✔️                       |                    |                   |                                  |                     |                    |
| Aaron Burns         |                    |               |                                     |                            | ✔️                       | ✔️                 |                   |                                  |                     |                    |
| Colleen Camp        |                    |               |                                     |                            |                          | ✔️                 |                   | ✔️                               |                     |                    |
| Gina Gershon        |                    |               |                                     |                            |                          |                    |                   |                                  | ✔️                  | ✔️                 |
| Jay Hernández       |                    | ✔️            | ✔️                                  | ✔️                         |                          |                    |                   |                                  |                     |                    |
| Rick Hoffman        |                    | ✔️            |                                     |                            |                          |                    |                   |                                  | ✔️                  |                    |
| Lorenza Izzo        |                    |               |                                     |                            | ✔️                       | ✔️                 |                   | ✔️                               |                     |                    |
| Jordan Ladd         | ✔️                 |               | ✔️                                  | ✔️                         |                          |                    |                   |                                  |                     |                    |
| Liliya Malkina      |                    |               | ✔️                                  | ✔️                         |                          |                    |                   |                                  |                     |                    |

## Filmographie

### Réalisateur
Cinéma
- 2002 : Cabin Fever
- 2005 : Hostel
- 2007 : Hostel, chapitre II (Hostel: Part II)
- 2009 : Nation's Pride - Stolz der Nation (faux film de propagande dans Inglourious Basterds)
- 2013 : The Green Inferno
- 2015 : Knock Knock
- 2018 : Death Wish
- 2018 : La Prophétie de l'horloge (The House with a Clock in Its Walls)
- 2023 : Thanksgiving : La semaine de l'horreur (Thanksgiving)
- 2024 : Borderlands

Télévision
- 1999 : Chowdaheads (série)
- 1999 : WCW Monday Nitro (série, 1 épisode)
- 2000 : The Rotten Fruit (série)
- 2013 : Hemlock Grove (série, 3 saisons)
- 2015 : South of Hell (série, 1 saison)

### Acteur
- 1997 : Leçons de séduction (The Mirror Has Two Faces) de Barbra Streisand : un étudiant (non crédité au générique)
- 1997 : Le Monde perdu : Jurassic Park (The Lost World: Jurassic Park) de Steven Spielberg : un homme dans le métro (non crédité au générique)
- 2000 : Citizen Toxie: The Toxic Avenger IV de Lloyd Kaufman : un séduisant jeune homme
- 2002 : Cabin Fever : Justin/Grim
- 2005 : 2001 Maniacs de Tim Sullivan : Justin
- 2006 : Southland Tales de Richard Kelly : l'homme tué dans les toilettes
- 2006 : Hostel : un touriste américain au haschbar
- 2007 : Boulevard de la mort (Death Proof) de Quentin Tarantino : Dov
- 2009 : Inglourious Basterds de Quentin Tarantino : Sergent Donny « L'ours juif » Donowitz
- 2009 : Don't Look Up de Fruit Chan : Béla Olt
- 2010 : Piranha 3D d'Alexandre Aja : le présentateur du concours de tee-shirts mouillés
- 2012 : Rock Forever (Rock of Ages) d'Adam Shankman : Stefano
- 2012 : L'Homme aux poings de fer (The Man with the Iron Fists) de RZA : un membre du clan Wolf (caméo)
- 2012 : Aftershock de Nicolás López : Gringo
- 2014 : Clown de Jon Watts : Frowny le clown
- 2018 : La Prophétie de l'horloge : Comrade Ivan
- 2020 : Allô la Terre, ici Ned : lui-même (saison 1, épisode 4)
- 2025 : Night Always Comes de Benjamin Caron : Blake

### Scénariste
Cinéma
- 2002 : Cabin Fever, coscénarisé avec Randy Pearlstein.
- 2006 : Hostel
- 2007 : Thanksgiving (fausse bande-annonce dans Grindhouse)
- 2012 : L'Homme aux poings de fer (The Man with the Iron Fists) de RZA
- 2012 : Aftershock de Nicolás López
- 2013 : The Green Inferno
- 2016 : Cabin Fever de Travis Nicholas Zariwny
- 2024 : Thanksgiving de lui-même

Télévision
- 1999 : Chowdaheads (série)

### Producteur
Cinéma
- 2005 : 2001 Maniacs de Tim Sullivan
- 2010 : Le Dernier Exorcisme (The Last Exorcism) de Daniel Stamm
- 2011 : Hostel, chapitre III (Hostel: Part III) de Scott Spiegel
- 2012 : L'Homme aux poings de fer (The Man with the Iron Fists) de RZA
- 2012 : Aftershock de Nicolás López
- 2013 : Le Dernier Exorcisme 2 (The Last Exorcism: Part II) d'Ed Gass-Donnelly
- 2013 : The Green Inferno
- 2014 : The Sacrament de Ti West
- 2014 : Clown de Jon Watts
- 2015 : L'Homme aux poings de fer 2 (The Man with the Iron Fists 2) de Roel Reiné
- 2016 : Cabin Fever de Travis Nicholas Zariwny
- 2017 : Baywatch : Alerte à Malibu (Baywatch) de Seth Gordon (coproducteur)
- 2024 : Thanksgiving de lui-même

Télévision
- 2013-2015 : Hemlock Grove (producteur exécutif)
- 2015 : South of Hell (producteur exécutif)
- 2022 : Haunted museum  (avec Zack Beggans) saison 1

## Distinctions

### Récompenses
- Austin Fantastic Fest 2005 : Lauréat du Prix du Jury du meilleur film pour Hostel (2005).
- Austin Fantastic Fest 2005 : Lauréat du Prix du Jury du meilleur scénario pour Hostel (2005).
- Austin Fantastic Fest 2005 : Lauréat du Prix du Jury du meilleur réalisateur pour Hostel (2005).
- Fangoria Chainsaw Awards 2006 : Lauréat du Prix Fangoria Horror Hall of Fame.
- 2009 : Awards Circuit Community Awards de la meilleure distribution dans un drame de guerre pour Inglourious Basterds (2009) partagé avec Daniel Brühl, August Diehl, Julie Dreyfus, Michael Fassbender, Sylvester Groth, Jacky Ido, Diane Kruger, Mélanie Laurent, Denis Ménochet, Mike Myers, Brad Pitt, Til Schweiger, Rod Taylor, Christoph Waltz et Martin Wuttke.
- 10e cérémonie des Phoenix Film Critics Society Awards 2009 : Meilleure distribution dans un dame de guerre pour Inglourious Basterds (2009) partagé avec Daniel Brühl, August Diehl, Julie Dreyfus, Michael Fassbender, Sylvester Groth, Jacky Ido, Diane Kruger, Mélanie Laurent, Denis Ménochet, Mike Myers, Brad Pitt, Til Schweiger, Rod Taylor, Christoph Waltz et Martin Wuttke.
- 14e cérémonie des San Diego Film Critics Society Awards 2009 : Meilleure distribution dans un dame de guerre pour Inglourious Basterds (2009) partagé avec Daniel Brühl, August Diehl, Julie Dreyfus, Michael Fassbender, Sylvester Groth, Jacky Ido, Diane Kruger, Mélanie Laurent, Denis Ménochet, Mike Myers, Brad Pitt, Til Schweiger, Rod Taylor, Christoph Waltz et Martin Wuttke.
- 8e cérémonie des Central Ohio Film Critics Association Awards 2010 : Meilleure distribution dans un dame de guerre pour Inglourious Basterds (2009) partagé avec Daniel Brühl, August Diehl, Julie Dreyfus, Michael Fassbender, Sylvester Groth, Jacky Ido, Diane Kruger, Mélanie Laurent, Denis Ménochet, Mike Myers, Brad Pitt, Til Schweiger, Rod Taylor, Christoph Waltz et Martin Wuttke.
- 2010 : CinEuphoria Awards (es) de la meilleure distribution dans un dame de guerre pour Inglourious Basterds (2009) partagé avec Daniel Brühl, August Diehl, Julie Dreyfus, Michael Fassbender, Sylvester Groth, Jacky Ido, Diane Kruger, Mélanie Laurent, Denis Ménochet, Mike Myers, Brad Pitt, Til Schweiger, Rod Taylor, Christoph Waltz et Martin Wuttke.
- 2010 : Gold Derby Awards de la meilleure distribution dans un dame de guerre pour Inglourious Basterds (2009) partagé avec Daniel Brühl, August Diehl, Julie Dreyfus, Michael Fassbender, Sylvester Groth, Jacky Ido, Diane Kruger, Mélanie Laurent, Denis Ménochet, Mike Myers, Brad Pitt, Til Schweiger, Rod Taylor, Christoph Waltz et Martin Wuttke.
- 16e cérémonie des Screen Actors Guild Awards 2010 : Meilleure distribution dans un dame de guerre pour Inglourious Basterds (2009) partagé avec Daniel Brühl, August Diehl, Julie Dreyfus, Michael Fassbender, Sylvester Groth, Jacky Ido, Diane Kruger, Mélanie Laurent, Denis Ménochet, Mike Myers, Brad Pitt, Til Schweiger, Rod Taylor, Christoph Waltz et Martin Wuttke.
- 2015 : Shockfest Film Festival du meilleur film pour Cabin Fever (2002).
- 2016 : iHorror Awards du meilleur réalisateur d'horreur pour The Green Inferno (2013).
- Capri 2018 : Lauréat du Prix Master Of Fantasy pour La Prophétie de l'horloge (2018).
- Eyegore Awards 2010 : Lauréat du Prix Eyegore.
- 2020 : Realscreen Awards du meilleur documentaire d'horreur pour History of Horror (2020) partagé avec Kurt Sayenga.

### Nominations
- 2002 : Festival international du film fantastique de Catalogne du meilleur film pour Cabin Fever (2002).
- 26e cérémonie des Independent Spirit Awards 2011 : Meilleur film pour Le Dernier Exorcisme (The Last Exorcism) (2010) partagé avec Daniel Stamm, Marc Abraham, Thomas A. Bliss (en) et Eric Newman.
- Festival international du film d'Édimbourg 2014 : Lauréat du Prix du Public pour The Green Inferno (2013).
- 2014 : Festival international du film fantastique de Catalogne du meilleur film pour The Green Inferno (2013).
- 2016 : iHorror Awards du meilleur film d'horreur pour The Green Inferno (2013).